# 지공주의

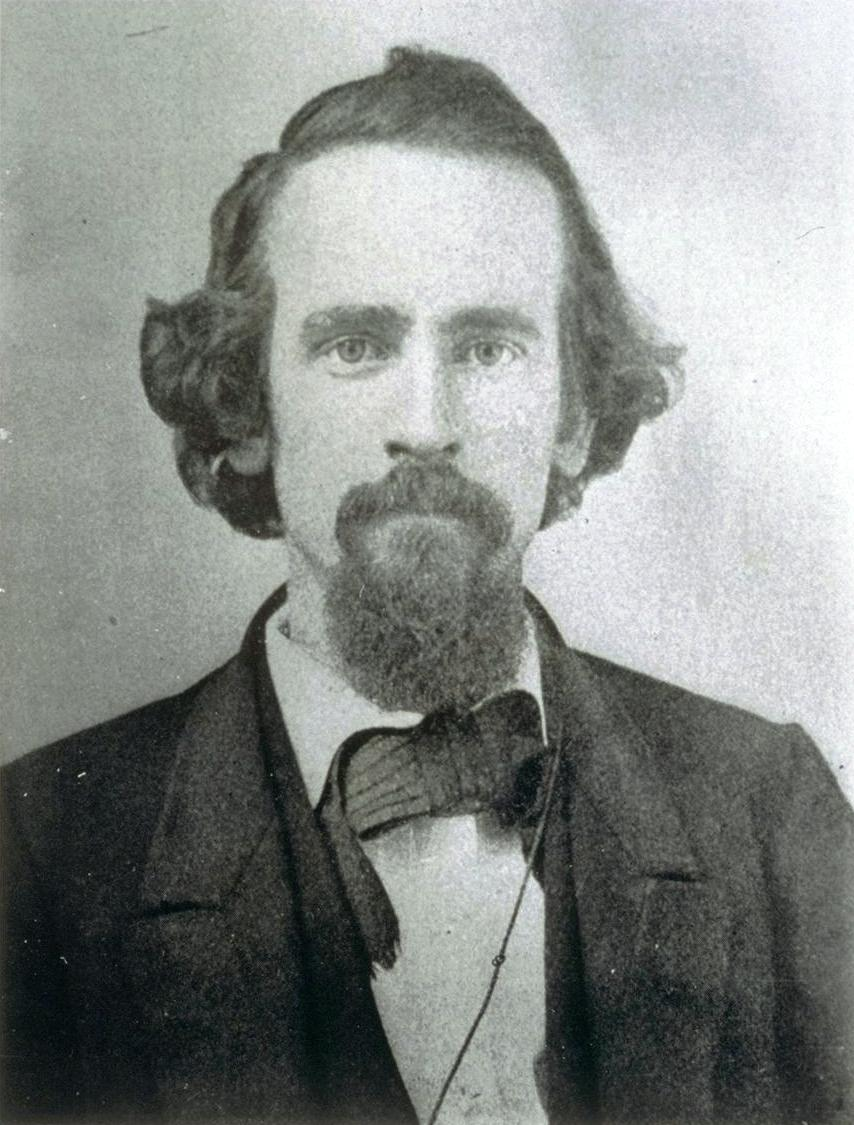
지공주의의 주창자 헨리 조지.

지공주의(地公主義, 영어: Geoism 지오이즘[*]) 또는 조지주의(George主義, 영어: Georgism 조지즘[*])는 모든 사람은 토지에 대한 권리를 평등하게 가지고 있다는 사상이다. 대한민국의 토지 공개념(土地公槪念, 영어: public concept of land ownership)의 뿌리가 되는 사상이다. 생산요소 중 토지와 자본의 사유를 허용하는 자본주의와 양자의 공유를 기반으로 하는 사회주의를 배제하여 토지 공유, 자본 사유를 주장한다. 이 사상은 미국의 정치경제학자였던 헨리 조지(1839~1897)가 주장했던 철학이자 경제학설로서, 토지의 공공성을 강조하며 전 인류의 소유라고 주장한다. 지공주의는 또한 토지 단일세제와 동일시 되기도 한다.

## 명칭
조지주의를 지공주의라고 이름붙인 학자는 경북대 행정학과 김윤상 교수이다. 보통은 토지 공개념이 잘 알려져 있다. 역시 김윤상 교수가 이론을 도입, 발전시켰다.

## 지공주의 원리
다음과 같은 토지원리를 가지고 있다.
1. (평등한 토지권) 모든 국민은 토지에 대해서 평등한 권리를 가진다.
2. (합의에 의한 우선권 인정) 사회는 필요하다면 합의에 의해 특정인에게 우선권을 인정할 수 있다.
3. (우선권 인정 조건) 사회가 특정인에게 우선권을 인정하려면 다음 조건을 충족시켜야 한다.
  1. (취득기회 균등) 모든 사람에게 우선권 취득기회를 균등하게 보장한다.
  2. (특별이익 환수) 우선권에서 발생하는 특별이익을 환수한다.
  3. (제약 조건) 우선권 행사는 우선권을 인정하는 취지에 부합해야 한다.

지공주의는 다른 말로 토지가치공유제라고 부를 수 있다.
| 소유권 구성요소 | 토지사유제 | 지공주의(토지가치공유제) | 지공주의(토지가치공유제) | 토지국유제 |
| 소유권 구성요소 | 토지사유제 | 지대조세제               | 토지공공임대제           | 토지국유제 |
| --------------- | ---------- | ------------------------ | ------------------------ | ---------- |
| 사용권          | 사적 주체  | 사적 주체                | 사적 주체                | 정부       |
| 처분권          | 사적 주체  | 사적 주체                | 정부                     | 정부       |
| 수익권          | 사적 주체  | 정부                     | 정부                     | 정부       |

## 핵심 주장
헨리 조지는, 토지로부터의 경제적 지대는 개인이 갖기보다는 사회 전체가 나누어 가져야 한다는 주장으로 가장 유명하다. 이런 생각을 가장 명확하게 표현한 것은 그의 책 《진보와 빈곤》이다.
| “ | 우리는 토지를 공공의 재산으로 만들어야 한다.(We must make land common property.) | ” |

비록 이 주장은 토지를 공공화한 후 빌려주는 방식으로 현실화될 수도 있지만, 조지는 토지가치세라는 세금을 부과하는 것을 선호하였다. 그 이유 중 하나는, 토지 공공화는 토지 재산권이 이미 개인에게 부여된 나라에서 심한 논란을 부를 수 있기 때문이었다. 이 세금을 토지에 부과함으로써, 공공기관은 다른 소득, 부, 거래에 세금을 부과할 필요가 없게 될 수 있다. 대규모 토지가치세를 부과하는 것은 토지 재산권의 가치의 크게 떨어뜨릴 것이다. 하지만 조지는 토지 소유자들에게 그 떨어진 가격만큼의 보상을 하자는 주장에 타협하지 않았다. 그는 그런 주장은 구 노예 소유자들에게 노예를 해방시킨 대가로 보상을 해주자는 주장이나 사실상 마찬가지라고 생각하였다.
절대다수 지공주의자들은 대개, 많은 경제적 지대(unearned income)들은 개인 소유권자보다는 공공기관에 돌아가야 하며, 그 외의 세금이나 지나친 경제적 규제는 사라져야 한다고 주장한다. 절대다수 지공주의자들이 공공기관에 돌아가야 한다고 생각하는 경제적 지대의 예로는 천연자원, 방송 스펙트럼, 지하자원 개발, 오염물질 배출권 거래, 어획제한, 항로, 화폐발행이득, 우주 궤도, 자연독점에 의한 지나친 수익 등이 있다.
실제로 다른 모든 조세를 철폐하려면 토지세율이 매우 높을 수밖에 없다. 그럴 경우, 토지의 임대가격에는 아무런 변화가 생기지 않겠지만 (다른 조세의 감면이나 규제의 축소에 의한 변화는 생길 수 있다), 토지의 매매가격은 대폭 하락한다. 그 이유에 대해서는 아담 스미스가 국부론에서 처음 설명한 바 있다.

## 동의어와 여러 분파들
거의 대부분의 초기 지공주의자들은 스스로를 토지 단일세제주의자(Single Taxers)라고 불렀다. 그리고 조지는 토지가치세(land value tax)만 부과하고 모든 다른 세금을 없애는 것이 이 운동의 주요한 정치적 목표를 정확히 표현한 것이라고 옹호하였다. 현대에는, 헨리 조지로부터 영감받은 일부 단체들은 환경주의를 좀 더 강조하기도 하고, 또 다른 단체들은 조지의 경제학 자체를 더 강조한다.

## 경제학계의 시선과 현실에서의 적용사례
지공주의에 대한 경제학계의 시선과 현실에서의 적용사례는 토지가치세 문서와 많은 부분 중복된다. 왜냐하면, 첫째, 지공주의 자체가 "토지가치세만으로 세수를 충당하고 다른 모든 세금은 폐지하는 토지 단일세제"와 동일시되는 경우가 많고, 그런 극단을 벗어난다 해도(신지공주의라고 스스로를 칭하기도 하는) 토지가치세와는 떼려해도 뗄 수가 없기 때문이다. 두 번째 이유는, 레토릭으로서의 지공주의가 아니라 정책적 실체(토지가치세 등)로서의 지공주의만이 수리적, 실증적 경제학의 분석틀에 놓일 수 있기 때문이다.
따라서, 토지가치세 문서에서 본 문서에서보다 더 포괄적인 논의가 이뤄질 것이다.
주류 경제학 이론은 토지가치세가 극도로 효과적일 것이라는 점을 인정한다.
밀튼 프리드먼을 자유방임주의로만 연관짓고 있었다면 의외이겠지만, 1976년 노벨 경제학상 수상자인 그도 헨리 조지의 토지세가 유익할 수도 있다는 데에 동의하고 있다. 왜냐하면 다른 세금과는 달리, 토지세는 경제에 지나친 부담을 지우지 않아 더 빠른 경제성장을 자극하기 때문이다.
또다른 노벨 경제학상 수상자인 윌리엄 비크리도 지공주의자였다..
조지의 사상은 오스트레일리아, 홍콩, 싱가포르, 남아공, 대한민국, 중화민국에서도 일정 수준으로 받아들여졌다. 이들 국가에서는 몇몇 면세조건은 있으나 토지가치세를 부과하고 있다.
홍콩은 아마도 높은 토지가치세(land value tax)를 성공적으로 시행한 예 중에서 가장 적합할 것이다. 홍콩 정부의 수입원의 35% 이상은 토지세로부터 나온다.. 따라서 홍콩은 다른 분야에서의 세금을 낮게 혹은 0%로 유지하면서도 예산 흑자를 이룰 수 있다.

## 효과

### 토지투기 소멸과 토지의 최선사용 촉진
지가(地價)는 현재와 미래의 지대 수입을 모두 합하여 현재가치화한 것인데, 토지소유자가 매년 지대를 납부하게 되면 지가는 자연히 '0'이 된다. 즉 지대를 100% 조세로 환수하게 되면, 지가는 0 이 되는 것이다. 물론 현실에서는 징수하는 지대세액과 현실 지대액간에 다소간의 오차가 있을 수 있기 때문에 지가가 정확히 0이 되지는 않겠지만 거의 0에 비슷하면서 가까운 금액이 될 것은 분명하다. 그런데 주의해야 할 것은 지가는 거의 0이 되지만, 지대는 여전히 존재하고 인구 증가와 기술 개선에 의해 상승한다는 것이다. 지대세가 부과되면 토지소유자는 투기용으로 생산의욕이 없이 토지를 유휴화시키고 있거나 생산능력이 없이 토지를 저사용(底使用) 상태로 방치하는 경우, 지대세 납부로 손실을 입기 때문에, 토지를 자신이 직접 적극적으로 이용하거나, 의욕과 능력이 없으면 지대세를 감당할 수 있을 만큼 생산의욕과 능력이 있는 타인에게 임대하게 될 것이다. 이 과정을 통해 토지의 최선사용이 촉진된다.

### '경자유전(耕者有田)화'와 토지배분의 평등화 촉진
지대조세제를 실시하면, 토지소유자는 지대세를 정부에 납부하고 토지사용자는 지대를 토지소유자에게 지불하므로, 토지비용에 관한 한 토지를 소유하면서 사용하건 임차하여 사용하건 양자의 금전적 손익은 동일하다. 그러나 토지임차인은 토지소유자와 계약을 통해서만 토지를 사용할 수 있기 때문에 토지 사용의 보장이라는 점에서 토지를 직접 소유하는 것보다 불리하고, 지가가 거의 '0'이기 때문에 토지를 매입하기 위해 추가 비용이 필요한 것도 아니므로, 토지 사용자는 가급적 토지소유권을 취득하려고 하게 된다. 뿐만 아니라 토지소유자는 사용하지 않는 토지는 처분하게 되므로 토지 공급도 원활하게 된다. 이러한 이유로 토지소유자와 실수요자가 일치하는 경향이 나타난다. 이처럼 지대조세제에서는 토지소유자와 실수요자가 일치하는, 농지에서 경자유전(耕者有田)의 원칙이 상공용지를 포함한 모든 토지에까지 자연스럽게 확대된다. 그렇다면 토지의 분배 상태는 상당히 평등해질 것이다. 토지의 소유자와 사용자가 일치한다고 해서 토지소유가 균등하게 되는 것은 물론 아니다. 토지 사용 목적에 따라 필요한 토지의 양과 질이 다르기 때문이다. 그러나 실수요자와 소유자가 일치하게 되면 적어도 현재처럼 투기목적을 겸한 토지의 과다 보유는 분명히 시정될 것이므로 토지배분의 평등화 효과는 상당히 나타나게 된다.

### 소득 분배의 평등화 촉진
지대세를 부과하면 지대가 상승하거나 하락하여도 그 이익이 토지소유자에게 가지 않고 조세로 모두 징수되므로 토지소유자와 비소유자 사이의 부당한 소득이전이 사라진다. 소득분배의 불평등을 심화시키는 원인 중 토지가 차지하는 비중이 매우 큰데 이 원인이 사라진다면 소득의 분배 상태는 상당히 공정해질 것이다.

### 각종 조세 폐지에 의한 생산 활동 활성화와 신기업 창업 촉진
세금이 생산을 압박한다는 것은 경제학의 상식이다. 열심히 생산하는 만큼 세금을 부과하는 것은 열심히 생산하는 만큼 벌금을 부과하는 것과 같이 부당한 것이다. 근로소득에 세금이 가중되면 근로의욕이 꺾이게 되고 사업소득에 세금이 가중되면 사업의욕이 꺾이게 된다. 유통 단계에 세금이 가중되면 유통 활동이 침체된다. 생산 활동에 세금이 부과되면 생산은 압박당한다. 지대조세제는 바로 이러한 각종 조세를 폐지하고 지대를 징수하기 때문에, 생산 활동을 크게 촉진시킨다.
신기업을 창업하기 위해서는 토지를 매입해야 하는 경우가 많으므로 높은 지가는 신기업 창업을 막는 큰 경제적 장애라고 할 수 있다. 시장이 자원의 효율적 배분 기능을 수행하려면 시장 참여가 자유로워야 하는데 높은 지가가 장애로 존재한다면 시장 기능에 상당한 제약이 생기고 생산의 능률성은 떨어지게 된다. 그런데 지대조세제를 실시하면 지가가 거의 0이 되기 때문에 지가라는 장애가 사라져 신기업의 시장진출이 쉬워지고 결국 생산이 촉진된다.

### 실업이 줄어들고 노동자는 자기 노동 대가 전부를 받게 됨
지대조세제는 노동자가 직접 토지에 자기 노동을 투입하는 자가 노동이 증가하고, 노동자가 그 정당한 수준의 임금, 곧 자기 노동의 대가 전부를 받게 되는 효과가 있다. 지대조세제를 실시하면, 지가가 거의 0이 되고, 투기용으로 놀리던 토지를 포함하여 모든 토지 사용과 창업의 기회가 그것을 원하는 만인에게 개방된다. 따라서 소자본만 가지고도 창업이 아주 수월해진다. 그리하여 자가 노동자 계층이 급증하게 된다. 물론 입사한 지 얼마 안되는 노동자는 그런 소자본도 마련하기 힘들 것이다. 그러나 수년이 지나 어느 정도 사업에 대해 지식과 창의가 쌓일 때쯤이면 자가 노동을 할 수 있는 소자본도 마련할 수 있을 것이다. 그리고 지대조세제 하에서는 이 기간도 상당히 단축될 것이다. 그렇게 되면 고용주의 입장에서 이 노동자를 자기 사업장에 계속 고용하고 싶다면, 이 노동자가 자가 노동을 할 경우의 소득에 준하는 임금을 주도록 경제 메커니즘이 압박할 것이다. 노동자의 입장에서는 임금 노동시의 임금과 자가 노동시의 임금 소득을 비교하여, 임금 노동시의 임금이 더 적다면 직장을 그만두는 경향이 강해질 것이기 때문이다. 그리고 전체 노동시장에서는 대변화가 일어나게 된다. 자가 노동의 증가에 의해, 전체 임금 노동자의 수에서 자가 노동으로 빠져 나간만큼 임금 노동자의 공급은 줄어들게 된다. 그리고 생산 활성화로 임금노동에 대한 수요는 증가하게 된다. 즉 노동의 수요는 증가하고 노동의 공급은 감소하게 된다. 그러면 실업은 감소하게 되고 임금은 상승하게 되는 것이다. 이 현상이 현저하다면 (비자발적) 실업은 사라질 수 있을 것이다. 그리고 임금 상승은 고용 노동의 임금과 자가 노동의 임금이 일치하는 데에서 멈출 것이다. 고용 노동의 임금이 자가 노동의 임금보다 작으면 노동자는 자가 노동으로 빠져 나가려고 할 것이어서 더 오를 것이고, 그 반대라면 노동자들이 계속 사업장에 남아 있기 때문에 고용주는 더 내릴 것이기 때문이다. 그런 점에서 고용사업장에서 임금노동자의 임금은 자기가 자가 노동을 할 때의 임금 곧 자기 노동의 대가 전부를 받게 되는 것이다.
자가 노동의 경우 생산된 부는 토지와 노동(자기 자신)과 자본 각각의 사용대가로 지대, 임금, 이자로 분배되는데, 지대는 조세로 정부에 귀속되고, 이자는 자본 사용의 대가로 귀속되며, 나머지 임금은 자기 자신의 노동의 대가 전부가 될 것이다. 바로 그 자가노동시의 임금수준이 고용노동시의 임금과 같아지기 때문에, 고용노동의 임금은 자기 노동의 대가 전부가 되는 것이다. 더 이상 노동자가 임금을 빼앗기는 노동착취는 존재하지 않게 되는 것이다.

### 종업원 지주제 강화를 통한 주식회사의 노동자 공유화
헨리 조지는 <진보와 빈곤>에서 지대조세제 이후 기업의 노동조직이 협동조합 방식으로 변화할 것이며, 중산층 겸 노동자가 등장할 것이라고 아주 짧게 언급했다. "내가 제안한 방식대로 지대를 모두 징수하면 대규모 자본이 투입되는 기업에서는 노동조직이 협동조합 방식을 취하게 되지 않을까 추측한다. 부가 더 평등하게 분산되면 같은 사람이 중산층 겸 노동자가 될 것이기 때문이다."
종업원 지주제는 중산층이 소속 회사의 주주가 되어 회사의 중요 의사결정에 참여한다는 경제제도의 민주화의 측면, 그리고 회사가 발전하는 만큼 주가가 오르고 주식배당금이 높아지기 때문에 노동자들의 자발적이고 적극적인 노동의욕의 증진에 기여한다는 의미에서 회사의 발전과 노동자의 경제적 이익이 함께 간다는 측면에서 바람직하다. 그러나 현재 종업원지주제의 가장 큰 장애는, 노동자 주식보유 비율을 제한한 법규정보다도, 노동자들의 임금수준이 생계 유지와 내집 마련에도 빠듯하여 소속 회사의 주식을 사는 것을 엄두도 내지 못하는 문제, 곧 저임금 문제이다. 지대조세제가 실현되어 곧 노동자가 정당한 임금, 곧 자기 노동의 대가 전부를 받을 수 있게 되면, 저임금 문제를 해결할 수 있기 때문에, 지대조세제는 종업원 지주제 실현을 위한 경제체제적으로 아주 중요한 필요조건이 되는 것이다.

### 무주택 서민의 ‘내집 마련’과 주택난 해결
대한민국 주택난의 중요한 원인은 주택가격이 높다는 점과 주택을 지을 택지가 부족하다는 점이다. 주택가격은 택지, 건축자재, 노임 등의 가격으로 구성되는데, 택지가격이 주택가격의 50%를 상회하는 것이 일반적이다. 지대세를 부과하면 택지가격이 거의 0이 되므로, 주택가격이 대폭 낮아지고 따라서 주택건설과 구입이 쉬워진다. 또 지대세를 부과하면 투기 목적으로 토지를 방치하는 일이 없어지므로 택지의 공급이 많아지며, 필요한 규모 이상의 주택을 보유하는 일도 없어지므로 같은 면적의 택지에도 더 많은 주택을 지을 수 있게 된다. 요컨대 지대조세제는 주택난을 해결하는 강력한 제도인 것이다.

### 생태계 보호 및 환경세에 이론적 토대 제공
지대조세제와 토지공공임대제는 토지사용의 대가를 사회공동체가 공유하자는 것이고, 환경세제도는 환경사용의 대가를 공유하자는 것이다. 즉 지대조세제와 토지공공임대제 및 환경세제도의 공통적인 철학은, 토지(환경) 사용자로부터 토지(환경)의 사용대가를 사회공동체가 환수한다는 것이다.
자연은 천부(天賦)된 모든 것으로서, 토지(지표면, 전파대역, 위성궤도 등 고정된 자연)와 토지 이외의 천연자원(광물, 석유, 천연 동식물, 오존층 등 고갈 가능 천연자원)과 오염 대상으로서의 환경(공기, 물 등 오염 가능 환경)을 포함한다. 지대조세제를 확대한 자연조세제는 자연 사용대가를 최우선적인 정부수입으로 삼는 조세제도이다. 자연세는 토지세와 천연자원세와 환경세를 합한 것이다. 자연세는 세금이라기보다 배제, 고갈, 오염 등의 대가이다. 자연세의 각 항목별로 그 효과를 살펴 보면, 먼저 토지세의 경우, 지대는 정의롭고 자연스러운 공공수입 원천으로서 지대를 과표로 하고, 세율이 일정한 토지보유세-지대조세제가 이에 해당-는 모든 조세 중 가장 우수하여, 지가와 토지불로소득이 0이 됨에 따라, 토지투기를 근절시키고, 경제활동을 방해하지 않고, 오히려 토지투기와 토지방치가 많은 현실에서는 경제활동을 촉진시키고, 경제활동 방해하는 다른 조세를 지대세만큼 감면하기 때문에 또한 경제활동을 촉진시킨다. 그리고 천연자원세는 자원 절약의 효과가 있고, 환경세는 환경 개선의 효과가 있다.
| 구분     | 사용 결과   | 형평 비교 대상 | 환수액의 내용                   |
| -------- | ----------- | -------------- | ------------------------------- |
| 토지     | 배제        | 타인           | 지대                            |
| 천연자원 | 배제 + 고갈 | 타인 + 후손    | 지대 + 고갈 피해/자원 대체 비용 |
| 환경     | 배제 + 오염 | 타인 + 후손    | 지대 + 오염 피해/환경 회복 비용 |

## 자본주의, 지공주의, 사회주의 비교
| 구분               | 자본주의               | 지공주의                       | 개혁적 사회주의                | 공산주의                    |
| ------------------ | ---------------------- | ------------------------------ | ------------------------------ | --------------------------- |
| 토지               | 사유                   | 공유                           | 혼합                           | 공유                        |
| 자본               | 사유                   | 사유                           | 혼합                           | 공유                        |
| 자원배분 결정 주체 | 시장                   | 시장                           | 혼합                           | 계획                        |
| 폐단/효과          | 토지 투기, 빈부 양극화 | 성장, 분배 모두 상당 정도 달성 | 성장 약화, 분배 어느 정도 달성 | 생산 동기 소멸, 생산력 침체 |

| 구분 | 자본주의 | 자본주의 | 지공주의 | 개혁적 사회주의 | 개혁적 사회주의 | 공산주의 | 공산주의 |
| ---- | -------- | -------- | -------- | --------------- | --------------- | -------- | -------- |
| 지대 | 공공     | 개인     | 공공     | 공공            | 개인            | 공공     | 개인     |
| 임금 | 공공     | 개인     | 개인     | 공공            | 개인            | 공공     | 개인     |
| 이자 | 공공     | 개인     | 개인     | 공공            | 개인            | 공공     | 개인     |

자본주의는 토지와 자본의 사유를 원칙으로 하고 공산주의는 양자의 국유를 원칙으로 하지만 이는 모두 인간의 상식에 어긋난다. 자본주의에서 토지 사유를 인정하는 것은 그것이 옳기 때문이 아니라 어쩔 수 없이 현실을 긍정한 것이다. 이러한 자본주의 체제에서는 토지 사유로 인한 빈부격차, 토지투기 등 양극화 문제가 그칠 수 없다. 반면 공산주의는 자본을 국유화하는데 이것은 인간의 이기적인 본성을 외면하는 지나친 이상주의다. 자본의 사유화를 막는다면 극히 드문 이타적인 사람을 제외한 거의 대부분의 인간은 자본을 생산하려고 하지 않을 것이기 때문이다. 그러나 지공주의는 자본 사유, 토지 공공을 바탕으로 한다. 즉 노력에 의해 생산한 것에 대해서는 생산자의 사유를 인정하여 효율성을 달성하고 사람의 노력과 무관하게 천부된 토지는 사유 대상에서 제외함으로써 형평성을 달성하자는 것이다. 이렇게 본다면 지공주의는 자본주의라는 정(正), 공산주의라는 반(反)을 지양하는 합(合)에 해당된다. 지공주의는 양대 이데올로기의 단순한 절충이 아니라 장점만을 아우르는 우수한 체제이다. 자본주의를 견제하는 역할을 해 온 공산주의가 퇴조해 버림으로써 자본주의의 병폐가 더욱 심해지지 않을까 염려되고 있는 이 시점에 이와 같은 제3의 체제는 주목 대상이 된다.

## 실현 방안

### 자본주의에서 지공주의로 이행하는 방안

#### 토지공공임대제로 가는 방안
지공주의로 가는 방법 중에서 가장 이해하기 쉬운 방안이다. 모든 토지를 정부 소유로 변경한다. 사유 토지를 정부 토지로 변경할 때 토지 소유자에게 보상이 필요 없다는 주장도 있지만 적절하게 보상해 주면서 이행하는 것도 가능하다. 예를 들어 현재 지가를 30년 또는 50년 분할하여 토지소유자에게 보상해 주는 것이다. 정부 소유가 된 토지를 임대 시장에 내어 놓고 최고 가격 청약자에게 임대해 준다.

#### 지대조세제-국토보유세를 도입하는 방안
다음과 같은 국토보유세를 도입하는 방안이다.
국토보유세 = 지대 - 등록지가에 대한 이자
국토보유세를 도입하기 위해서는 등록지가, 공시지대, 이자율을 결정해야 한다.
- 등록지가를 결정하는 방법

1안 등록지가 = 현 토지 소유자가 매입한 시점의 지가
2안 등록지가 = 국토보유세 도입하는 시점의 지가
3안 등록지가 = 1안과 2안 중에서 큰 금액
국토보유세를 처음 도입할 때 등록지가는 위의 3가지 방식 중 하나가 되겠지만 일단 도입하고 나서는 등록지가를 낮추기를 원하는 사용자가 있을 수 있다. 이런 경우 정부가 매각자에게 지가 차액을 보상해 주고 매입자는 등록지가를 낮출 수 있다. 등록지가를 올리는 것은 목돈을 마련하기 어려운 토지수요자에게 불리하게 작용할 수 있고 정부 수입을 줄일 수 있으므로 금지하는 것이 좋다.
- 공시지대

대한민국은 공시지가는 있지만 공시지대는 없다. 따라서 공시지대제도를 도입하여 모든 토지의 연간 지대를 정하는 것이 필요하다.
- 이자율

등록지가에 대한 이자를 결정하기 위해 이자율을 정해야 한다. 정부차입금 이자율과 동일하게 가져가는 것이 좋다고 본다.

#### 지대조세제-토지보유세를 올리는 방안
토지보유세를 올리는 방법에는 세가지가 있다. 즉시 실시, 예고 후 실시, 점진적 실시라는 방법이다. 즉시 실시는 갑자기 어느 시점부터 지대의 100%를 토지보유세로 징수하는 것이다. 예고 후 실시는 지대 100% 징수 시점을 사전에 예고한 후에 유예기간이 지나면 전면적으로 실시하는 방법이다. 점진적 실시는 과도기간을 두어 토지보유세의 세율을 조금씩 올려 가다가 결국 세율이 지대의 100%에 도달하도록 하는 방법이다. 정부의 정책 의지가 흔들리지 않는다는 보장만 있다면 점진적 실시가 가장 좋은 방안이다. 과도기간동안 정부는 기술적인 문제를 보완해 갈 수 있고 국민도 적응 기간을 가질 수 있기 때문이다.

### 공산주의에서 지공주의로 이행하는 방안
토지 국유제를 시행하는 공산주의 국가에서는 토지 사용에 대한 결정권을 토지 사용 주체에게 많이 허용해 주는 토지공공임대제로 가면 된다. 그리고 토지 사용 주체에게 지대를 정확하게 징수한다. 한편 자본에 대해서는 보다 넓게 사유를 허용해 준다.

## 지공주의자들 혹은 이에 부분적 동의를 표시한 사람들
- 앨버트 아인슈타인[8]
- 윌리엄 F. 버클리 주니어[9]
- 윈스턴 처칠[10]
- 클러렌스 대로우[11]
- 헨리 포드[12]
- 데이비드 로이드 조지[13]
- 조지 에드워드 그레이[14]
- 월터 벌리 그리핀[15]
- 윌리엄 모리스 휴스
- 무미아 아부-자말[16]
- 톰 L. 존슨
- 울프 라데진스키[17]
- 프랜시스 닐슨
- 앨버트 제이 녹
- 쑨원[18] - 삼민주의의 민생주의는 미완성으로 끝났으나, 지공주의와 유사하다.
- 허버트 사이먼
- 레오 톨스토이[19]
- 마크 트웨인[20]
- 윌리엄 사이먼 우렌
- 윌리엄 비크리[5].
- 블라스 인판테, '안달루시아의 아버지'[21]

## 같이 보기
- 토지가치세
- 토지공개념
- 반공공재의 비극(Tragedy of the anticommons)
- 상호주의(Mutualism)
- 지공자유지상주의(Geolibertarianism)
- 세금 과다부담(Excess burden of taxation)
- 희년
- 좌파 자유지상주의
- The New Physiocratic League

## 참고 문헌
- 김윤상 (2009). 《지공주의-새로운 토지 패러다임》. 경북대학교 출판부.
- 프레드 해리슨 (2009).  전강수,남기업 역, 편집. 《부동산 권력-투기와 거품 붕괴의 경제학》. 범우사.
- 손낙구, 이정전, 이정우, 전강수, 김윤상, 정준호 , 변창흠 , 이태경 , 남기업, 김수현 (2009). 《위기의 부동산》. 후마니타스.
- 이태경 (2009). 《투기공화국의 풍경》. 한국학술정보.
- 로버트 안델슨, 제임스 도오시 (2009).  전강수 역, 편집. 《희년의 경제학》. 대한기독교서회.
- 전강수, 남기업, 이태경, 김수현 (2008). 《부동산 신화는 없다-투기 잡는 세금 종합부동산세》. 후마니타스.
- 찰스 아빌라 (2008).  김유준 역, 편집. 《소유권》. CLC.
- 남기업 (2007). 《지공주의》. 한국학술정보.
- 김윤상,박창수 (2007). 《진보와 빈곤 - 땅은 누구의 것인가》. 살림.
- 김윤상 (2006). 《알기쉬운 토지 공개념, 지공주의 해설》. 경북대학교 출판부.
- 대천덕 (2003).  전강수, 홍종락 역, 편집. 《대천덕 신부가 말하는 토지와 경제정의》. 홍성사.
- 헨리 조지 (2003).  김윤상 역, 편집. 《진보와 빈곤(축약본)》. 진리와 자유.
- 헨리 조지 (2003).  김윤상, 전강수 역, 편집. 《헨리 조지의 세계관》. 진리와 자유.
- 헨리 조지 연구회 (2002). 《헨리 조지 100년 만에 다시 보다》. CLC.
- 전강수, 한동근 (2002). 《토지를 중심으로 본 경제 이야기》. CUP.
- 김윤상 (2002). 《토지정책론(부제: 토지사유제에서 지대조세제로)》. 한국학술정보.
- 대천덕 (2002). 《신학과 사회에 대한 성경의 가르침》. CUP.
- 프레드릭 베리더 (2000).  이풍 역, 편집. 《하나님의 토지법(부제:내 이웃의 지계표)》. CUP.
- 이풍 (1998). 《모두가 살맛나는 약속의 땅을 향하여》. 진리와 자유.
- 헨리 조지 (1997).  김윤상 역, 편집. 《진보와 빈곤》. 비봉출판사.